# Nasta marmorbrott
Nasta marmorbrott är ett marmorbrott och kommunalt naturreservat i Örebro kommun, i Glanshammarstrakten.
Reservatet inrättades 2010 och består av ett vattenfyllt kalkbrott och dess omgivningar. I Nasta marmorbrott har marmor brutits fram till 1970-talet. Det finns ett stråk av urbergskalk med sträckning mellan Axberg i väster till Lillkyrka öster, där marmorbrytning har varit lönsam. När brytningen hade upphört började det växa skog i området.   
Arter som är kalkberoende förekommer här, till exempel den fridlysta och rödlistade växten hällebräcka som bara finns i Sverige och Norge. Växten är beroende av de kala hällar som uppstått vid marmorbrytningen. Andra arter som förekommer är fältgentiana,
jungfrulin, slåtterblomma och strandbräsma och orkidéerna skogsknipprot och purpurknipprot. I områdets fauna märks större vattensalamander. Reservatet omfattar 1,7 hektar.